# Gardere
Gardere es un lugar designado por el censo ubicado en la parroquia de East Baton Rouge, Luisiana, Estados Unidos. Según el censo de 2020, tiene una población de 13 203 habitantes.
En los Estados Unidos, un lugar designado por el censo (traducción literal de la frase en inglés census-designated place, CDP) es una concentración de población identificada por la Oficina del Censo de los Estados Unidos exclusivamente para fines estadísticos.
En este caso, a todos los efectos prácticos es un barrio de Baton Rouge.

## Geografía
Está ubicado en las coordenadas 30°21′30″N 91°8′4″O / 30.35833, -91.13444 (30.358265, -91.134553). Según la Oficina del Censo de los Estados Unidos, tiene una superficie total de 8.60 km², correspondientes en su totalidad a tierra firme.

## Demografía

### Censo de 2020
Según el censo de 2020, hay 13 203 personas residiendo en la zona. La densidad de población es de 1535.23 hab./km².
| Raza                   | Núm. | Porc.  |
| ---------------------- | ---- | ------ |
| Afroamericanos         | 6429 | 48.69% |
| Blancos                | 3122 | 23.65% |
| Amerindios             | 83   | 0.63%  |
| Asiáticos              | 476  | 3.61%  |
| Isleños del Pacífico   | 1    | 0.01%  |
| Otras razas            | 2015 | 15.26% |
| De una mezcla de razas | 1077 | 8.16%  |

Del total de la población, el 23.96% son hispanos o latinos de cualquier raza.

### Censo de 2010
Según el censo de 2010, en ese momento había 10 580 personas residiendo en la zona. La densidad de población era de 1203.94 hab./km². El 25.84% de los habitantes eran blancos, el 63.74% eran afroamericanos, el 0.28% eran amerindios, el 1.73% eran asiáticos, el 0.04% eran isleños del Pacífico, el 6.19% eran de otras razas y el 2.17% eran de una mezcla de razas. Del total de la población, el 13.83% eran hispanos o latinos de cualquier raza.